# Devesilje
Devesilje (seselika; lat. Seseli) je biljni rod jednogodišnjeg, dvogodišnjeg i višegodišnjeg raslinja iz porodice štitarki raširen po Euroaziji i sjeveru Afrike.
Pripada mu preko 140 vrsta i bez ijedne notovrste (hibrida).  U Hrvatskoj također ima nekoliko vrsta i podvrsta, imena su im navedena uz latinske nazive.
Zlatnožuto devesilje, Seseli peucedanoides, možda je sinonim za Gasparinia peucedanoides i konjsko devesilje Seseli hippomarathrum Jacq. za Hippomarathrum vulgare Röhl. ex DC.; pustenasto devesilje, sinonim je za Cyathoselinum tomentosum.

## Vrste
1. Seseli abolinii (Korovin) Schischk.
2. Seseli acaulis (R.H.Shan & M.L.Sheh) V.M.Vinogr.
3. Seseli aemulans Popov
4. Seseli afghanicum (Podlech) Pimenov
5. Seseli alaicum Pimenov
6. Seseli albescens (Franch.) Pimenov & Kljuykov
7. Seseli alboalatum (Haines) Pimenov & Kljuykov
8. Seseli alexeenkoi Lipsky
9. Seseli andronakii Woronow
10. Seseli annuum L.;  jednogodišnje devesilje
11. Seseli arenarium M.Bieb.
12. Seseli aroanicum Hartvig
13. Seseli asperulum (Trautv.) Schischk.
14. Seseli atlanticum Boiss.
15. Seseli austriacum (Beck) Wohlf.
16. Seseli averyanovii Pimenov & Kljuykov
17. Seseli besserianum Stoyanov & Ostr.
18. Seseli betpakdalense Bajtenov
19. Seseli bocconei Guss.
20. Seseli buchtormense (Fisch.) W.D.J.Koch
21. Seseli bulgaricum P.W.Ball
22. Seseli calycinum (Korovin) Pimenov & Sdobnina
23. Seseli campestre Besser
24. Seseli cantabricum Lange
25. Seseli condensatum (L.) Rchb.f.
26. Seseli coreanum H.Wolff
27. Seseli coronatum Ledeb.
28. Seseli corymbosum Boiss. & Heldr.
29. Seseli crithmifolium (DC.) Boiss.
30. Seseli cuneifolium M.Bieb.
31. Seseli degenii Urum.
32. Seseli delavayi Franch.
33. Seseli denudatum Boiss.
34. Seseli djianeae Gamisans
35. Seseli eriocarpum (Schrenk) B.Fedtsch.
36. Seseli eriocephalum (Pall. ex Spreng.) Schischk.
37. Seseli eryngioides (Korovin) Pimenov & V.N.Tikhom.
38. Seseli farrenyi Molero & J.Pujadas
39. Seseli fasciculatum (Korovin) Korovin ex Schischk.
40. Seseli foliosum (Sommier & Levier) Manden.
41. Seseli galioides Lazkov
42. Seseli galloprovinciale Reduron
43. Seseli ghafoorianum (Akhani) Pimenov & Kljuykov
44. Seseli giganteum Lipsky
45. Seseli gigantissimum Ciocârlan
46. Seseli glabratum Willd. ex Schult.
47. Seseli globiferum Vis.; glavičasto devesilje
48. Seseli gouanii W.D.J.Koch
49. Seseli gracile Waldst. & Kit.;  nježno devesilje
50. Seseli grandivittatum (Sommier & Levier) Schischk.
51. Seseli grubovii V.M.Vinogr. & Sanchir
52. Seseli gummiferum Pall. ex Sm.
53. Seseli halkensis C.Catt., Kit Tan & Biel
54. Seseli hartvigii Parolly & Nordt
55. Seseli hedgeanum (Leute) comb.ined.
56. Seseli heterophyllum Janka
57. Seseli iliense (Regel & Schmalh.) Lipsky
58. Seseli incanum (Stephan ex Willd.) B.Fedtsch.
59. Seseli intramongolicum Ma
60. Seseli intricatum Boiss.
61. Seseli jinanense (L.C.Xu & M.D.Xu) Pimenov
62. Seseli jomuticum Schischk.
63. Seseli junatovii V.M.Vinogr.
64. Seseli karateginum Lipsky
65. Seseli kaschgaricum Pimenov & Kljuykov
66. Seseli kiabii (Akhani) Akhani
67. Seseli korovinii Schischk.
68. Seseli korshinskyi (Schischk.) Pimenov
69. Seseli krylovii (Tikhom.) Pimenov & Sdobnina
70. Seseli kurdistanicum Lyskov & Firat
71. Seseli lancifolium (K.T.Fu) Pimenov
72. Seseli lanzhouense (K.T.Fu ex R.H.Shan & M.L.Sheh) V.M.Vinogr.
73. Seseli laoshanensis (W.Zhou & Q.X.Liu) comb.ined.
74. Seseli laticalycinum (R.H.Shan & M.L.Sheh) Pimenov
75. Seseli lehmannianum (Bunge) Boiss.
76. Seseli lehmannii Degen
77. Seseli leptocladum Woronow
78. Seseli leucospermum Waldst. & Kit.
79. Seseli libanotis (L.) W.D.J.Koch; gorsko devesilje
80. Seseli longifolium L.
  1. S. longifolium subsp. longifolium; koljenasto devesilje
81. Seseli luteolum Pimenov
82. Seseli malyi A.Kern.; Malijevo devesilje
83. Seseli marashica E.Dogan & H.Duman
84. Seseli marginatum (Korovin) Pimenov & Sdobnina
85. Seseli maroccanum Dobignard
86. Seseli merkulowiczii (Korovin) Pimenov & Sdobnina
87. Seseli mironovii (Korovin) Pimenov & Sdobnina
88. Seseli montanum L.;  divlje devesilje
89. Seseli mucronatum (Schrenk) Pimenov & Sdobnina
90. Seseli nemorosum (Korovin) Pimenov
91. Seseli nevskii (Korovin) Pimenov & Sdobnina
92. Seseli nudum (Lindl.) Pimenov & Kljuykov
93. Seseli olivieri Boiss.
94. Seseli pallasii Besser; žljebasto devesilje
95. Seseli parnassicum Boiss. & Heldr.
96. Seseli pelliotii (H.Boissieu) Pimenov & Kljuykov
97. Seseli petrosciadium Pimenov & Kljuykov
98. Seseli polyphyllum Ten.
99. Seseli ponticum Lipsky
100. Seseli praecox (Gamisans) Gamisans
101. Seseli purpureovaginatum R.H.Shan & M.L.Sheh
102. Seseli resinosum Freyn & Sint.
103. Seseli rhodopeum Velen.
104. Seseli rigidum Waldst. & Kit.; kruto devesilje
105. Seseli rimosum Pimenov
106. Seseli roylei (Lindl.) Pimenov & Kljuykov
107. Seseli rupicola Woronow
108. Seseli salsugineum A.Duran & Lyskov
109. Seseli sandbergiae Fedde ex H.Wolff
110. Seseli schrenkianum (C.A.Mey. ex Schischk.) Pimenov & Sdobnina
111. Seseli sclerophyllum Korovin
112. Seseli scopulorum C.C.Towns.
113. Seseli seravschanicum (Schischk.) Pimenov & Sdobnina
114. Seseli serpentinum B.L.Burtt ex H.Duman & E.Dogan
115. Seseli seseloides (Fisch. & C.A.Mey. ex Turcz.) M.Hiroe
116. Seseli sessiliflorum Schrenk
117. Seseli setiferum (Korovin ex Pavlov) M.Hiroe
118. Seseli simplicifolium (C.Y.Wu ex R.H.Shan & M.L.Sheh) Pimenov & Kljuykov
119. Seseli spodotrichomum (K.T.Fu) Pimenov
120. Seseli staintonii (Riedl & Kuber) Pimenov & Kljuykov
121. Seseli staurophyllum Rech.f.
122. Seseli stewartii (M.Hiroe) Pimenov & Kljuykov
123. Seseli strictum Ledeb.
124. Seseli talassicum (Korovin) Pimenov & Sdobnina
125. Seseli tenellum Pimenov
126. Seseli tenuisectum Regel & Schmalh.
127. Seseli thomsonii (C.B.Clarke) Pimenov & Kljuykov
128. Seseli togasii (M.Hiroe) Pimenov & Kljuykov
129. Seseli tortuosum L.; vijugavo devesilje
130. Seseli tragioides Pimenovon
131. Seseli transcaucasicum (Schischk.) Pimenov & Sdobnina
132. Seseli turbinatum Korovin
133. Seseli ugoense Koidz.
134. Seseli unicaule (Korovin) Pimenov
135. Seseli valentinae Popov
136. Seseli vandasii Hayek
137. Seseli veitchii (H.Boissieu) Pimenov
138. Seseli wannienchun (K.T.Fu) Pimenov
139. Seseli wawrae H.Wolff
140. Seseli yunnanense Franch.